# Ryszard Miętkiewski
Ryszard Tadeusz Miętkiewski (ur. 4 kwietnia 1940 w Myśliborzu) – polski entomolog.

## Życiorys
W 1963 ukończył studia na Akademii Rolniczej w Szczecinie, w 1970 obronił doktorat. W 1982 r. habilitował się, w 1983 został docentem, w 1995 został profesorem w Akademii Podlaskiej w Siedlcach, w 1998 uzyskał tytuł profesora nadzwyczajnego. W latach 1976–1978 pełnił funkcję przewodniczącego Oddziału szczecińskiego Polskiego Towarzystwa Entomologicznego. W latach 1981–1986 był prodziekanem Wydziału Rolniczego, a od 1987 do 1989 Dyrektorem Instytutu Produkcji Roślinnej Wyższej Szkoły Pedagogicznej w Siedlcach.

## Praca naukowa
Prowadził badania z zakresu entomologii rolniczej, zajmował się patologią owadów, ekologią entomopatogennych grzybów występujących w glebach. Interesował się wpływem insktycydów na grzyby owadobójcze oraz mikrozą roztoczy ze szczególnym uwzględnieniem szpecieli (Eriophyidae). Opisał 4 nowe gatunki grzybów owadobójczych, jest autorem ponad 150 publikacji i 3 skryptów akademickich.

## Odznaczenia
- Złoty Krzyż Zasługi (1984);
- Medal Komisji Edukacji Narodowej (1996).